# Piotr Kołodziejczyk (wicewojewoda)
Piotr Jerzy Kołodziejczyk (ur. 4 grudnia 1980 w Myszkowie) – polski samorządowiec i urzędnik państwowy, w 2018 drugi wicewojewoda śląski, od 2018 starosta myszkowski.

## Życiorys
Absolwent Akademii Rolniczej im. Hugona Kołłątaja w Krakowie oraz studiów podyplomowych z wiedzy o Unii Europejskiej „Agro-Unia”. Na Wydziale Ekonomicznym Uniwersytetu Rolniczego odbył studia doktoranckie. Odbył staże w Wielkiej Brytanii. Pracował w myszkowskim oddziale Agencji Restrukturyzacji i Modernizacji Rolnictwa oraz był asystentem i dyrektorem biura poselskiego Jadwigi Wiśniewskiej. W 2010 i 2014 wybrany radnym powiatu myszkowskiego z list Prawa i Sprawiedliwości, należał do komisji rewizyjnej powiatu. W styczniu 2015 został wiceburmistrzem miasta i gminy Koziegłowy.
25 lipca 2018 powołany na stanowisko II wicewojewody śląskiego w miejsce Mariusza Trepki, który objął wakujący mandat w Sejmie. Podlegały mu wydziały: Zdrowia, Infrastruktury oraz Spraw Obywatelskich i Cudzoziemców, a także Wojewódzki Zespół ds. Orzekania o Niepełnosprawności i Wojewódzka Inspekcja Geodezyjna i Kartograficzna. 22 listopada 2018 złożył rezygnację ze stanowiska II wicewojewody śląskiego i objął stanowisko starosty myszkowskiego. W wyborach w 2024 utrzymał mandat radnego i fotel starosty. 
W 2021 odznaczony Złotym Krzyżem Zasługi.

## Życie prywatne
Żonaty, ma syna. Jego żona pracuje w urzędzie miejskim, a matka jest przewodniczącą rady gminy. Posiada gospodarstwo rolne z uprawą zbóż i hodowlą trzody chlewnej.